# Vala (fortificação)

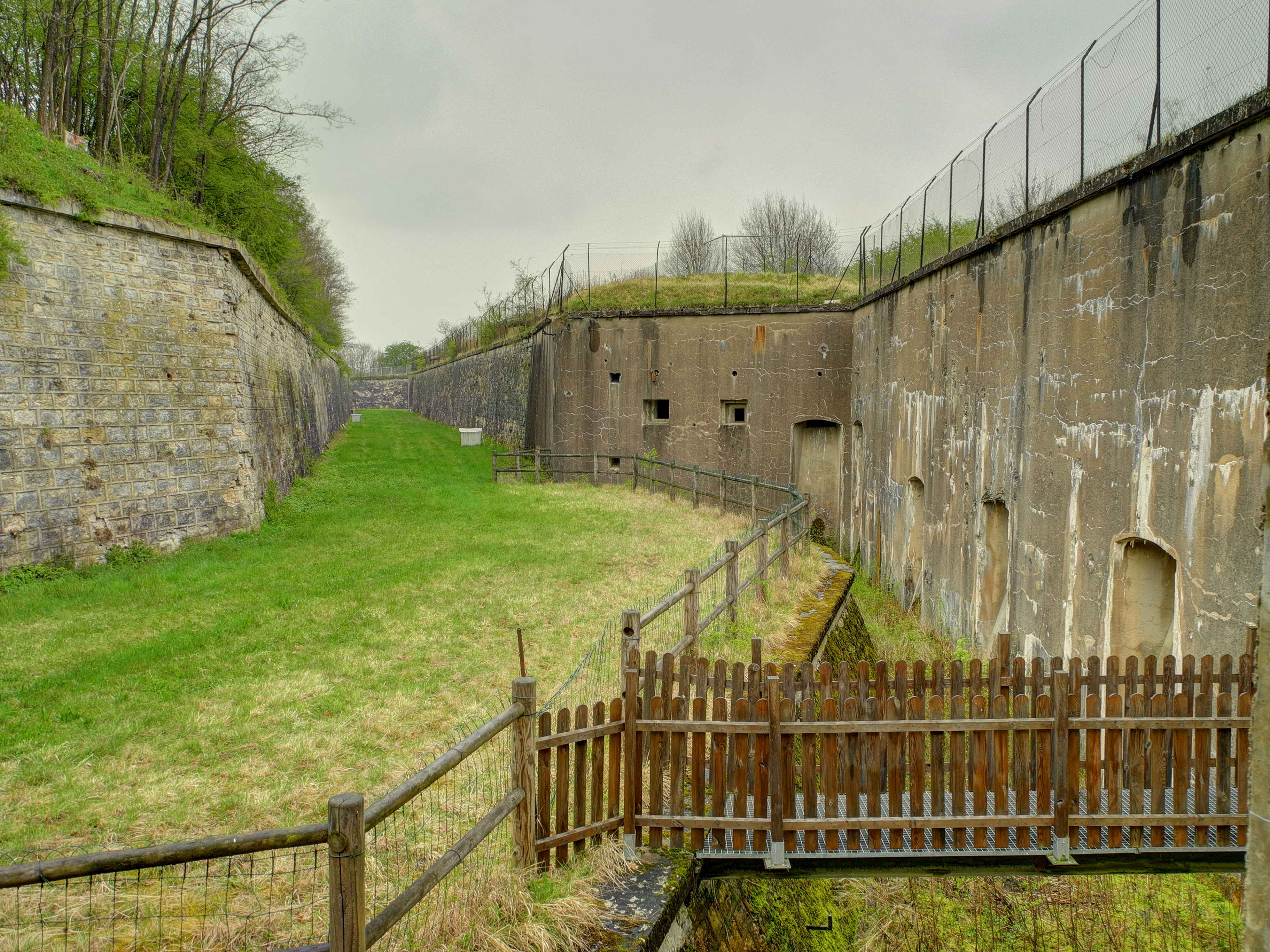
Forte de Vézelois: vista a partir da contraescarpa dupla, em direção ao norte.

Uma vala, na engenharia militar, é um obstáculo, projetado para diminuir a velocidade ou quebrar uma força de ataque, enquanto uma trincheira se destina a proteger os defensores. Em fortificações militares, o lado de uma vala mais distante do inimigo e mais próximo da próxima linha de defesa é conhecido como a escarpa, enquanto o lado de uma vala mais próxima do inimigo é conhecido como contraescarpa.